# Veit Winsheim der Jüngere
Veit Winsheim der Jüngere (* 1521 in Ofen; † 13. November 1608 in Hamburg) war ein deutscher Rechtswissenschaftler.

## Leben
Der Sohn des Veit Winsheim immatrikulierte sich im Sommersemester 1540 an der Universität Wittenberg. Dort erwarb er sich im Juli 1545 den Baccalaureus und am 10. August 1551 den Grad eines Magisters der Artes liberales. Nach seiner Aufnahme in den Senat philosophischen Fakultät am 18. Oktober 1554 verfolgte er ein juristisches Studium. Dazu bezog er 1. August 1555 die Universität Padua und promovierte dort am 27. Juli 1556 zum Doktor beider Rechte. Am 28. März 1557 verpflichtete sich Winsheim zwei Jahre in Padua zu bleiben, woraufhin man ihm die Professur über Bartholus übertrug. Da er seinen Entschluss im Nachhinein bereute, suchte er in der Folgezeit, sich von seiner Verpflichtung zu befreien.
Jedoch bestand man auf seine Verpflichtung. Auch eine heimliche Reise am 6. Mai 1557 nach Bologna zur Durchsetzung seines Anliegens brachte keinen Erfolg. 1559 kehrte er nach Wittenberg zurück, hielt an der juristischen Fakultät Vorlesungen zu Themenbereichen der Institutionen und übernahm 1561 die Professur der Pandekten. Neben der Professur wurde er zudem Rat des sächsischen Kurfürsten August von Sachsen. Nachdem er 1581 die Konkordienformel unterschrieben hatte, geriet er jedoch in Missstimmung gegen seinen sächsischen Kurfürsten. Dieser hatte ihm die Ratsbesoldung in Höhe von 200 Gulden entzogen.
Nachdem Winsheim im Wintersemester 1574 und 1580 Rektor der Wittenberger Akademie und im Wintersemester 1563, sowie Sommersemester 1575 Prorektor der Wittenberger Hochschule gewesen war, wechselte er in dänische Dienste. Am 9. Dezember 1587 wurde er königlich-dänischer Rat Friedrichs II. von Dänemark und 1590 Dechant der Kathedralkirche in Hamburg.
Literarisch trat Winsheim nicht besonders in Erscheinung. Aus seiner Feder stammen verschiedene Programme in Verbindung zu seiner Wittenberger Lehrtätigkeit, auch eine Oratio de Alberto, Duce Saxoniae. Er gab Thucydidis Atheniensis historiae de Bello Peloponnesio libri VIII. e. Graeco sermone in latinam linguam conversi a Vito Winshemio patre, artis med. doctore (Wittenberg 1580) seines Vaters heraus.

## Familie
Veit Winsheim der Jüngere war zweimal verheiratet. Seine erste Ehe schloss er 1559 mit Euphrosyna (* Januar 1536 in Wittenberg; † 13. März 1563 ebenda), der Tochter des Gregor Brück. Nach dem Tod seiner ersten Frau ging er 23. August 1563 seine zweite Ehe mit Anna († 13. Februar 1588 in Wittenberg), der Witwe des Hieronymus Gareis und Tochter des Amtsvormeisters in Marienberg Georg Stümpfel und dessen Frau Catharina (geb. Hühnerkopf), ein. Von den Kindern kennt man:
- Veit * 21. Juni 1564 in Wittenberg, Oktober 1574 immat. UWB, ostfriesischer Rat und Landrentmeister; seinen Sitz hatte er auf der ehemaligen Häuptlingsburg Warnsath (heute eine Ortschaft im Wittmunder Stadtteil Burhafe).[1]
- Christian * 1. Oktober 1568 in Wittenberg, Oktober 1574 immat. UWB
- Georg * 21. Mai 1566 in Wittenberg, Oktober 1574 immat. UWB
- Johannes * Oktober 1574 immat. UWB, Gräflich oldenburgischer Rat und Amtsschöppe in Jever
- Kaspar * 1. Mai 1570 in Wittenberg, Oktober 1574 immat. UWB, † 22. März 1595 in Wittenberg
- Katharina Ortelius * 15. Januar 1577 in Wittenberg, † 30. März 1577 ebenda